# Кримська складчасто-брилова споруда

Ландшафтний профіль Головного пасма Кримських гір. Місцевості: І — низькогірно-міжпасмові; ІІ — прияйлинські схилові; ІІІ — нагірно-яйлинські карстові; ІV — скелясті крутосхилові підяйлинські; V — середньосхилові; VІ — приморські зсувні пологосхилові.

Складчасто-брилова споруда гірського Криму — тектонічна структура, частина Середземноморського (Альпійського) рухливого поясу на півдні Криму. Відповідає Кримським горам, півд. та зах. її частини — під водами Чорного моря. Межі споруди визначаються глибинними розломами. Виділяють ядро та півн.-зах. і півн. крило структури. В будові ядра беруть участь дислоковані верньотріасові-нижньоюрські глинисті сланці та пісковики (фліш), незгідно перекриті похилоскладчастими, деформованими у сх. частині верствами. З рифових вапняків утворене Головне пасмо.
Основні структурні елементи ядра: Південнобережне, Балаклавське, Туацьке, Качинське антиклінальні підняття та Зах. Кримська та Сх. Кримська і Судацька синклінорні зони. Ці структури ускладнені численними порушеннями скидового, зсувного та насувного характеру. В будові півн. крила беруть участь породи верхньокрейдового, палеогенового, неогенового, місцями нижньокрейдового віку: вапняки, крейда, мергелі, які залягають моноклінально. Формування споруди почалося за мезозою. Під час кімерійської складчастості сформувалася основна складчаста структура ядра і його елементи. Процес супроводжувався інтенсивною вулканічною діяльністю. На кінець ранньої крейди на місці сучасних Кримських гір утворилося єдине велике підняття, яке до кінця палеогену було розмите та вирівняне. На початку неогену кімерійська складчаста споруда під впливом альпійських горотворчих процесів піднялася на висоту 1500 м і більше та перетворилася на сучасну гірську споруду. Корисні копалини в основному представлені гірські породи, які використовують як буд. матеріали — вапняки, мергелі тощо.